# Hacienda de Chautla
La Hacienda de San Antonio Chautla es un antiguo casco de hacienda ubicado en el municipio de San Salvador el Verde en el estado de Puebla establecida en el año de 1777 y pasando por diferentes propietarios a lo largo de su historia hasta quedar en manos del Gobierno del estado de Puebla y convertirse en un centro turístico en donde destaca su laguna y un palacio de estilo inglés entre otros atractivos como el constante contacto con la naturaleza.

## Ubicación
La exhacienda se encuentra ubicada a escasos ocho kilómetros de la ciudad de San Martín Texmelucan sobre la carretera federal Puebla-México. La hacienda pertenece al municipio de San Salvador el Verde, que forma parte de la región comprendida entre la Ciudad de México y la ciudad de Puebla.

## Historia

### Las haciendas en Puebla
Las características y riqueza del valle de San Martín Texmelucan, así como su localización estratégica, propiciaron el establecimiento de varias haciendas que, junto con la exhacienda de Chautla, tuvieron un papel importante en la economía de la región. Las haciendas alcanzaron su mayor auge en los siglos XVIII y XIX pero fue durante el porfiriato que el número de haciendas aumentó notablemente entendiendo el término hacienda como posesión de bienes y riqueza material, son propiedades donde se conjuntaban la posesión y el dominio de recursos naturales, la fuerza de trabajo, el mercado regional y local.
Es por ello que en el estado de Puebla, en el valle de San Martín Texmelucan se establecieron varias haciendas como la de San Antonio Chautla. Su atractivo para establecer esta hacienda aquí se debió a su gran altitud, sus suelos fértiles para el cultivo de granos y abundantes recursos acuíferos para la siembra de cereales. La región poseía atractivos de otro tipo como por ejemplo la alta densidad de población que facilitaba la búsqueda de mano de obra, así como la amplia posibilidad de comunicaciones con la capital del país y el puerto de Veracruz que posibilitaba el transporte de mercancías.

### El marquesado de Sierra Nevada
La hacienda de San Antonio de Chautla perteneció en su origen al marquesado de Selva Nevada, título que el rey Carlos III otorgó a Manuel Rodríguez de Pinillos y López en 1777 siendo este primer marqués de Sierra Nevada el dueño original de la hacienda aunque no residía ahí sino en la Ciudad de México usando esta hacienda como productora de trigo y maíz con una extensión de aproximadamente seis mil hectáreas. Abarcaba los pueblos de San Cristóbal Tepatlaxco, San Rafael Tlanalapan, San Lucas el Grande, San Matías Tlalancaleca y los ranchos de la Soledad, Mecatepec, Bella Vista, San Francisco Tlalo, Cantarranas y Lameyal. Una parte de sus tierras se ubicaba en el estado de Tlaxcala y el casco en el estado de Puebla. Durante la guerra de independencia, el dueño en turno era Agustín Rojano y debido a la constante amenaza de grupos rebeldes venidos del estado de Tlaxcala el ritmo de producción de la hacienda se desaceleró disminuyendo su producción de maíz a la mitad de lo que normalmente se producía continuando con esta tendencia durante los siguientes años debido a los constantes conflictos políticos y las intervenciones extranjeras.

### La era Gillow

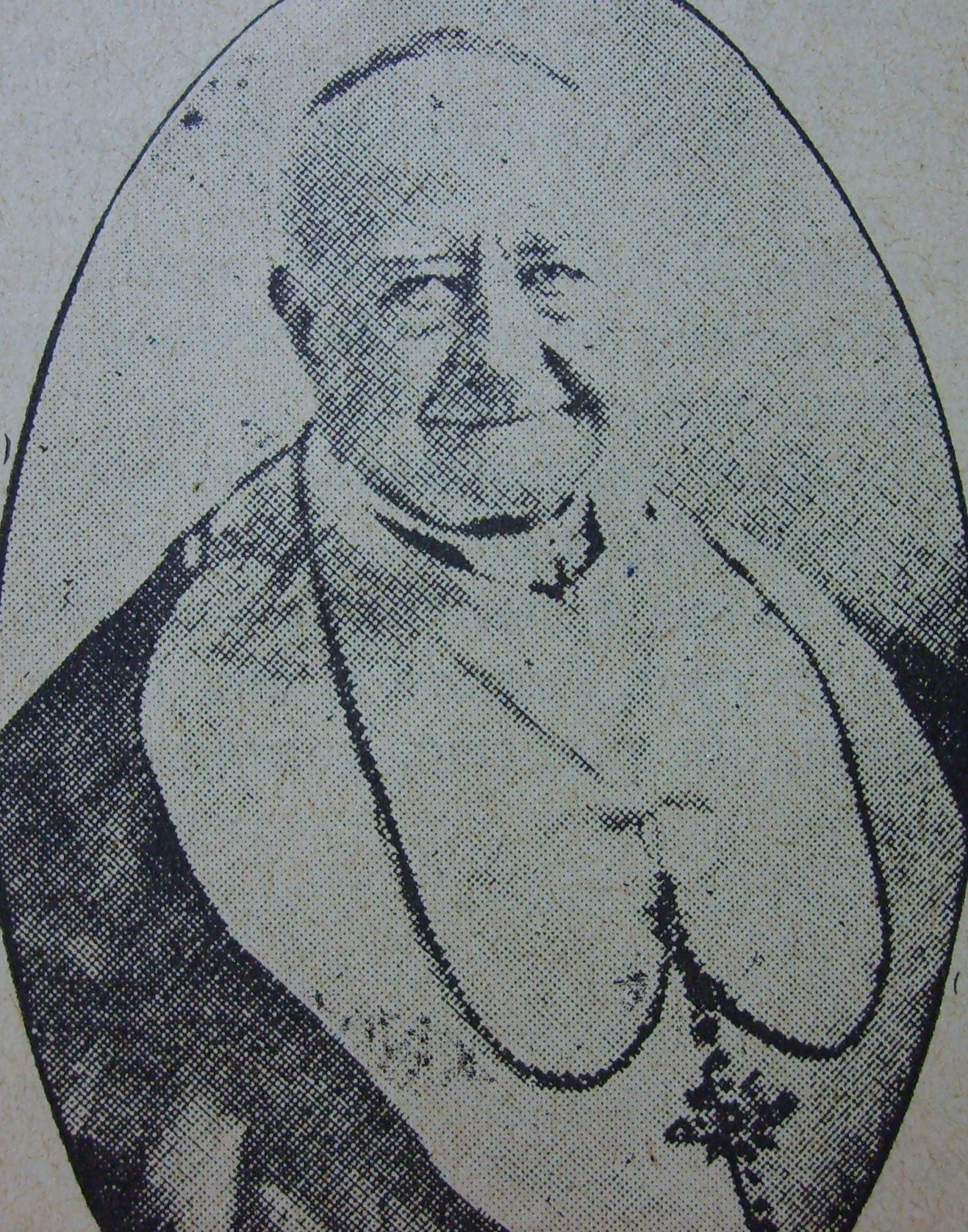
El arzobispo Eulogio Gillow, uno de los dueños de la hacienda

Josefa Zavalza y Gutiérrez de origen poblana fue la cuarta y última marquesa de Sierra Nevada siendo heredera también de la hacienda; contrajo matrimonio con el joyero inglés Tomás Gillow quienes a su vez fueron padres en 1841 de Eulogio Gillow quien se convertiría años después en arzobispo de Oaxaca. Tomás Gillow fue fundador de la primera sociedad agrícola en México en 1860 y fue conocido por las mejoras y novedades tecnológicas que introdujo en la hacienda de Chautla.
En 1877 murió Tomás Gillow, ocupándose Monseñor Eulogio de la hacienda quien dedicó gran parte de su tiempo a los cultivos, interesándose especialmente en los beneficios que podrían lograrse con la aplicación de los adelantos tecnológicos de su época. Junto con otros empresarios, políticos y terratenientes fundó la Sociedad Agrícola Mexicana en 1879 siendo nombrado secretario de organización e insistiendo en el uso de la tecnología permitiendo que los propios fabricantes estadounidenses probaran sus nuevas invenciones en su propiedad por lo que pronto fueron utilizados por primera vez en México en la hacienda de Chautla una gran variedad de arados y rastrillos, máquinas para sembrar, cultivar y cosechar el maíz y el trigo y fue aquí donde se utilizó por primera vez la trilladora. Los resultados de la experimentación del religioso fueron el ahorro de tiempo en la siega del trigo, la disminución del desperdicio en la trilla, una siembra mejor y en menos tiempo lo que redundaba en una alta rentabilidad y el interés de otros productores por utilizar la tecnología probada en la hacienda de Chautla por lo que pronto aumentó el prestigio del obispo y de su propiedad, también logró que un ramal del ferrocarril México - Puebla llegara hasta su hacienda beneficiando así el transporte de mercancías.
Pero la mejor inversión en su hacienda fue a través de un proyecto hidráulico logrando una concesión del río Atoyac para transportar el agua por varios kilómetros y regar sus cultivos siendo pionero también en este tipo de proyectos iniciando las obras en febrero de 1898 y terminando cinco años después. El uso del agua concesionada no solamente estaba destinada a riego sino también a la generación de electricidad la cual además distribuyó energía a poblados cercanos iluminando gratuitamente las casas de los operarios de las fábricas de hilados y tejidos en San Martín Texmelucan además de sus propios jornaleros dados los grandes intereses en la doctrina social al interior de la iglesia católica en ese entonces, también debido a estos intereses, Mons. Gillow estableció una escuela para la instrucción de sus trabajadores dentro de la misma hacienda y eliminó las tiendas de raya y estimuló el pago de salario en efectivo y el ahorro que fueron medidas nada comunes en la época del porfiriato.

### Declive de la hacienda
A pesar del prestigio alcanzado por los logros socioeconómicos de la hacienda, al iniciar el movimiento revolucionario, fue esta hacienda uno de los blancos favoritos de los jefes revolucionarios que asolaron la región teniendo que agregar al casco de la hacienda torres de vigilancia para avisar de inmediato la llegada de intrusos y teniendo que instalar una guardia armada permanente. Todos estos actos de resistencia fueron en vano y en 1914 la propiedad fue confiscada por la "revolución mexicana", sus tierras fueron repartidas y el obispo Gillow tuvo que salir exiliado del país. Fue también durante este periodo de luchas armadas cuando la hacienda sufrió la destrucción de algunos de sus espacios arquitectónicos, mobiliario y los archivos administrativos. En 1922, la hacienda fue recuperada por el hijo de Tomás Gillow el  Mons. Gillow a través de un decreto del presidente Álvaro Obregón. El religioso vendió parte del área recuperada y conservó solamente 60 hectáreas que es la extensión actual de la hacienda, sin embargo, tras su muerte, la hacienda se comenzó a deteriorar considerablemente.

### Actualidad
La hacienda fue adquirida por el estado de Puebla en 1984 y durante años la administración estuvo a cargo del Instituto de la Asistencia Pública del Estado de Puebla. En 2012 el gobernador Rafael Moreno Valle dio el banderazo de arranque a las obras de reconstrucción de la exhacienda, en las cuales el gobierno federal y estatal invirtieron alrededor de 138 millones de pesos (mdp): más de 61.9 mdp para la construcción de un ramal entre la autopista México-Puebla y la exhacienda, 39.8 mdp inversión tanto en su castillo como en la zona ecoturística, 29.3 mdp restaurante, cocina y espacio de hospedaje, y 7.7 mdp para la rehabilitación de parques y jardines. La exhacienda funciona como un hotel, fue concesionada a la cadena hotelera Misión para ser operada durante 10 años; se desconocen los detalles de dicha concesión, aunque en la ceremonia de apertura del hotel el gobernador Moreno Valle la justificó diciendo que ni el gobierno del estado ni el municipio tienen la capacidad para su administración. Para las obras de rescate el grupo hotelero invirtió 15 mdp en equipamiento, decoración e inmobiliario.

## Descripción

### Casco
El casco incluye amplios jardines, una capilla, un museo con numerosas piezas de valor histórico y una cocina de talavera poblana.

### Castillo inglés
Uno de los principales atractivos de la hacienda es el pequeño castillo inglés del siglo XIX, ubicado en el centro del lago artificial, fue construido con tabiques rojos y resguardado con cuatro torres con aplicaciones en color blanco.

## Televisión
La hacienda también ha sido utilizada como locación para algunas películas y programas de televisión como fue la telenovela "Dulce desafío" de 1988 en el que el castillo inglés de la hacienda aparecía en la entrada de la telenovela.

## Galería
| Hacienda de Chautla |  |  |
|                     |  |  |
|                     |  |  |